# فيديريكو سايز
فيديريكو سايز فياغاس (بالإسبانية: Federico Sáiz)‏ (14 أكتوبر 1912 – تاريخ الوفاة 12-4-1989) لاعب كرة قدم إسباني راحل كان يجيد اللعب في خط الهجوم .
لعب طوال مسيرته الرياضية في أندية ألافيس (1930-1932) إشبيلية (1932-1941).
مثل منتخب إسبانيا في 3 مباريات (1934). شارك مع منتخب إسبانيا في بطولة كأس العالم 1934 في إيطاليا حيث خرج من الدور الربع النهائي.

## وصلات خارجية
- فيديريكو سايز على موقع الاتحاد الدولي (مؤرشف)  (الإنجليزية)
- فيديريكو سايز على موقع قاعدة بيانات كرة القدم.إي يو (الإنجليزية)
- فيديريكو سايز على موقع ناشيونال فوتبول تيمز (الإنجليزية)
- سيرة ذاتية